# 柏市立柏第三中学校
柏市立柏第三中学校（かしわしりつかしわだいさんちゅうがっこう）は、千葉県柏市篠籠田にある市立中学校。

## 沿革
- 1972年（昭和47年）
  - 4月1日 - 柏市立柏中学校より分離、柏市立柏第三中学校として開校。15学級[1]。
  - 6月8日 - 開校式挙行[1]。
  - 11月20日 - 体育館竣工[1]。
- 1973年（昭和48年）6月8日 - 開校記念日。校旗完成[1]。
- 1974年（昭和49年）2月22日 - 校歌発表会[1]。
- 1980年（昭和55年）3月31日 - 9教室・視聴覚室増築工事完了[1]。
- 1985年（昭和60年）10月31日 - 市教委指定特別活動公開研究会[1]。
- 1989年（平成元年）3月29日 - 格技場竣工[1]。
- 1993年（平成5年）
  - 5月26日 - 給食室竣工[1][信頼性要検証]。
  - 5月7日 - 完全給食開始[1][信頼性要検証]。
  - 11月18日 - 市教委指定給食指導公開研究会[1]。
- 2001年（平成13年）2月28日 - 新体育館竣工[1]。
- 2004年（平成16年）8月31日 - 旧校舎耐震工事完了[1]。
- 2008年（平成20年）4月1日 - 特別支援学級（知的学級）開設[1]。
- 2010年（平成22年）8月31日 - 第2次耐震工事完了[1]。
- 2012年（平成24年）11月30日 - 除染工事完了[1]。
- 2017年（平成29年）4月1日 - 特別支援学級（情緒学級「現：菜の花学級」）開設[1]。
- 2019年（平成31年） - 校舎塗装工事完了予定。

## 学区
- 篠籠田1 - 973番地、975 - 1128番地、1342 - 1463番地、1489 - 1518番地
- 豊四季台一丁目、豊四季台二丁目、豊四季台三丁目、豊四季台四丁目
- 豊四季121番地、140 - 141番地、146 - 159番地、179番地、182 - 185番地、190 - 191番地、197 - 204番地、206 - 211番地、213 - 214番地、216 - 224番地、226 - 234番地、237番地、240 - 247番地、249 - 254番地、255番地（255番地5を除く）、257 - 261番地、266 - 268番地、271番地、273番地、277番地、280番地、284番地、287番地、303 - 306番地
- 西町、向原町、かやの町

## アクセス
- 東武バス「柏駅西口」2番乗り場から「第七小学校前」下車2分
- 東武バス「柏駅西口」1番乗り場から「集会所」下車5分